# Grigoris Kastanos
Grigoris Kastanos (Grieks: Γρηγόρης Κάστανος) (30 januari 1998) is een Cypriotisch voetballer die bij voorkeur als offensieve middenvelder speelt. Hij tekende in 2014 bij Juventus. In 2015 debuteerde Kastanos voor Cyprus.

## Clubcarrière
Kastanos speelde in Cyprus voor Enosis Neon Paralimni. In januari 2014 maakte hij de overstap naar het Italiaanse Juventus, waar hij aansloot in de jeugdopleiding. In 2017-2018 wordt hij aan Zulte-Waregem uitgeleend.

## Interlandcarrière
Op 28 maart 2015 debuteerde Kastanos voor Cyprus in de EK-kwalificatiewedstrijd tegen België. Hij viel na 84 minuten in voor Constantinos Makrides. Op 12 juni 2015 speelde de middenvelder zijn tweede interland tegen Andorra, opnieuw als invaller voor Makrides.